# Coburger Fuchs

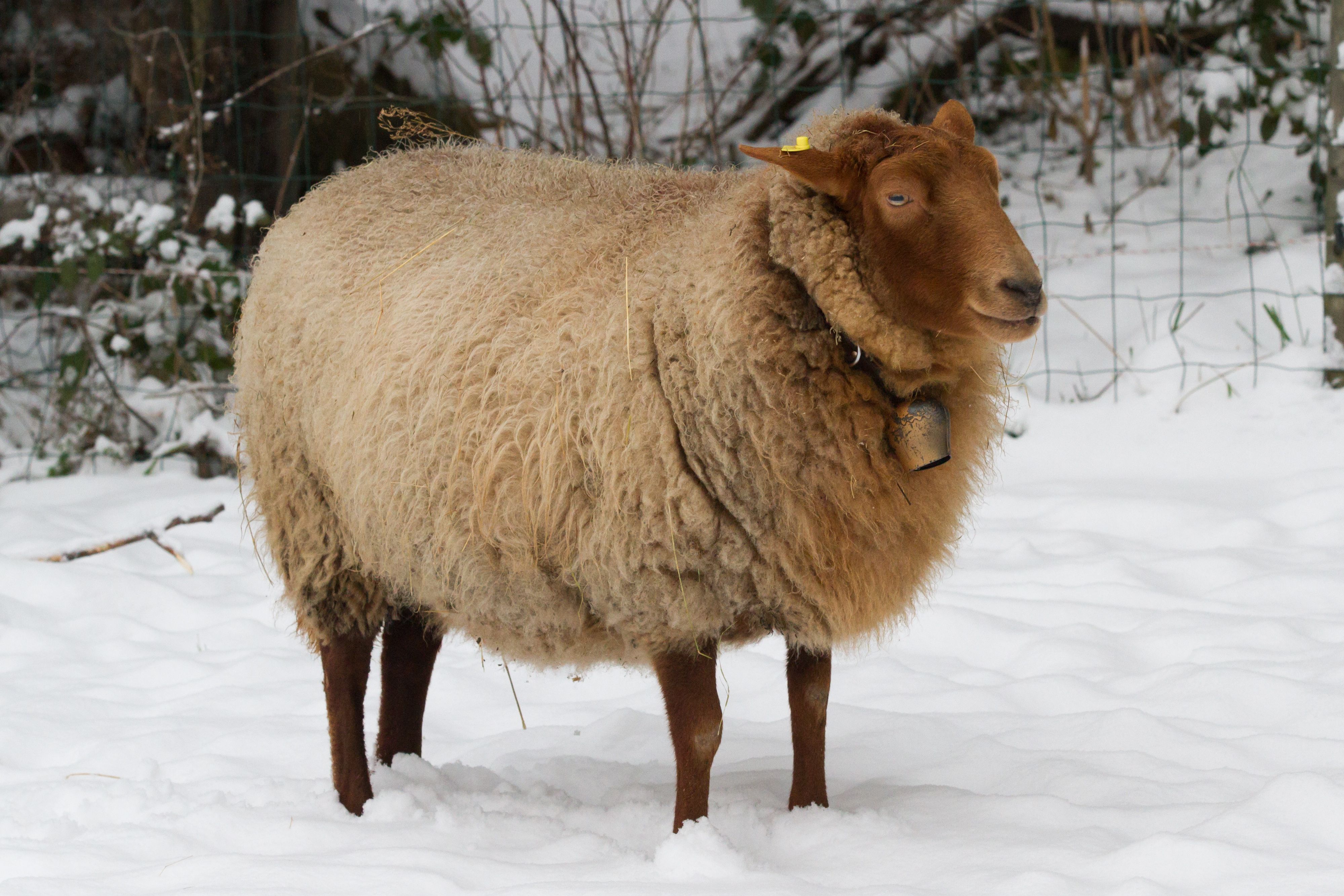

De Coburger Fuchs is een Duits schapenras. De naam komt van de Landkreis Coburg in het noorden van Beieren, waar het ras vandaan komt, en de roodbruine kleur als van een vos. Aan het begin van de twintigste eeuw had maar 60% van alle schapen in Coburg die rode kop.
De Coburger Fuchs lijkt veel op de Solognote en de Ardense voskop. Mogelijk zijn deze rassen ver weg aan elkaar verwant.
Het verschil tussen deze rassen is vooral te zien in de rammen.  
Er is 50 jaar gefokt en gekruist om uiteindelijk tot dit ras te komen. 
Het is een sterk schaap, roodbruin van kleur. De Coburger Fuchs is een rustig, hoornloos schaap. Ze hebben een lange levensduur en zijn geschikt voor begrazing en als hobbydier. Veel ooien zijn het hele jaar door vruchtbaar. Op de kop en de poten van de schapen zit geen wol. Vaak hebben de rammen ook een kraag om de nek.
De Coburger Fuchs krijgt één of twee lammeren per worp. De lammeren zijn bij de geboorte kastanjeroodbruin van kleur. Tussen de zes en twaalf maanden wordt de kleur iets lichter. 
De wol van de Coburger Fuchs is goed om mee te spinnen, weven en vilten. De wolproductie varieert van circa 4 (ooi) tot 5 kilo (ram).